# Vencislav Slavov
Vencislav Radev Slavov (in bulgaro Венцислав Радев Славов?; Botevgrad, 13 novembre 1963 – 12 maggio 2002) è stato un cestista bulgaro.

## Carriera
Con la Bulgaria ha disputato due edizioni dei Campionati europei (1989, 1993).